# Glad Rag Doll
Glad Rag Doll è il tredicesimo album discografico della musicista jazz Diana Krall, pubblicato il 25 settembre 2012 dalla Verve Records.

## Il disco
Il disco è un'esplorazione di nuove sonorità, nuove combinazioni strumentali e nuovi musicisti. La protagonista cantante e pianista, definisce l'album "a song and dance record". «Abbiamo affrontato il repertorio come se fosse stato scritto ieri. Non volevo fare di questo disco un esercizio di stile, o un'operazione nostalgia» dice Diana. Infatti, queste sono canzoni che Diana Krall conosce da una vita: alcune possono essere identificate come “musica degli anni venti” o “degli anni trenta”.
Si tratta della prima collaborazione della Krall con il celebre produttore T-Bone Burnett e con il tecnico del suono Mike Piersante.

### Pubblicazione
L'album ha raggiunto la seconda posizione nella classifica canadese, la terza in quella francese, la quarta in quella portoghese e greca, la quinta in quella ungherese, ha debuttato al numero sei nella classifica americana Billboard 200, all'ottavo posto in quella austriaca ed al nono posto in quella polacca e ceca. In Italia e Spagna ha esordito al decimo posto.

### Copertina
Particolare interesse e scalpore ha destato la copertina dell'album, dove la bella Krall, vestita in lingerie nera, appare languidamente distesa su un sofà in posa sexy.

## Tracce
1. We Just Couldn't Say Goodbye (Harry Woods) - 3.07
2. There Ain't No Sweet Man That's Worth the Salt of My Tears (Fred Fisher) - 4.30
3. Just Like a Butterfly (That's Caught in the Rain) (Harry Woods, Mort Dixon) - 3.43
4. You Know I Know, Ev'rything's Made for Love (Charles Tobias, Edward Johnson, Al Sherman) - 3.47
5. Glad Rag Doll (Jack Yellin, Don Dougherty, Milton Ager ) - 4.34
6. I'm a Little Mixed Up (Betty James, Edward Johnson) - 4.37
7. Prairie Lullaby (William J. Hill) - 4.22
8. Here Lies Love (Leo Robin, Ralph Rainger) - 5.09
9. I Used to Love You But It's All Over Now (Albert Von Tilzer, Lew Brown) - 2.50
10. Let it Rain (James Kendis, Hal Dyson) - 5.44
11. Lonely Avenue (Jerome "Doc" Pomus) - 6.57
12. Wide River to Cross (Steve Miller, Julie Miller) - 3.51
13. When the Curtain Comes (Al Lewis, Al Sherman, Carl Hoefle) - 4.52

### Edizione DeLuxe
1. As long as I love (Milton Drake, George Jessel, Ben Oakland) - 2.30
2. Glad Rag Doll (alt. vers.) (Jack Yellin, Don Dougherty, Milton Ager) - 2.55
3. Garden in the Rain (Carrol Gibbons, James Dyrenforth) - 2.55
4. There Ain't No Sweet Man That's Worth the Salt of My Tears (alt.vers.) (Fred Fisher) - 2.07

## Formazione
- Diana Krall: piano, voce
- Jay Bellerose: batteria
- Dennis Crouch: basso, ukulele
- Marc Ribot: chitarra elettrica, chitarra acustica, basso a 6 corde e banjo
- Keefus Ciancia: tastiere, mellotron
- Bryan Sutton: chitarre
- Howard Coward: ukulele, mandola, chitarra, armonie vocali
- Colin Linden: chitarre, dobro
- T-Bone Burnett: chitarre